# Kristian Hammer
Kristian Hammer (Narvik, 20 marzo 1976) è un ex combinatista nordico norvegese.

## Biografia
Kristian Hammer ha conquistato in carriera due medaglie d'oro iridate nella gara a squadre: la prima nella K90/staffetta 4x5 km ai Mondiali del 2001 disputati in Lahti, in Finlandia; la seconda nella HS137/staffetta 4x5 km quattro anni dopo, ai Mondiali del 2005 disputati in Val di Fiemme, in Italia. In quest'ultima occasione ha anche vinto il bronzo nella HS 137/sprint 7,5 km.
L'atleta norvegese ha ottenuto anche quattro successi in Coppa del Mondo e due medaglie ai Mondiali juniores, un bronzo (nella K90/staffetta 3x5 km dell'edizione del 1995 di Gällivare, in Svezia) e un oro (nella K90/staffetta 3x5 km ad Asiago, in Italia, nel 1996), entrambi nella gara a squadre.

## Palmarès

### Mondiali
- 3 medaglie:
  - 2 ori (gara a squadre a Lahti 2001; gara a squadre a Val di Fiemme 2005)
  - 1 bronzo (sprint a Val di Fiemme 2005)

### Mondiali juniores
- 2 medaglie:
  - 1 oro (gara a squadre ad Asiago 1996[2])
  - 1 bronzo (gara a squadre a Gällivare 1995[1])

### Coppa del Mondo
- Miglior piazzamento in classifica generale: 4º nel 2001
- 15 podi:
  - 4 vittorie
  - 1 secondo posto
  - 10 terzi posti

#### Coppa del Mondo - vittorie
| Data             | Località      | Nazione  | Trampolino           | Spec.       |
| ---------------- | ------------- | -------- | -------------------- | ----------- |
| 12 febbraio 2001 | Sapporo       | Giappone | Ōkurayama K120       | IN LH/15 km |
| 29 dicembre 2000 | Lillehammer   | Norvegia | Lysgårdsbakken K90   | IN NH/15 km |
| 7 gennaio 2001   | Reit im Winkl | Germania | Franz Haslberger K90 | IN NH/15 km |
| 3 marzo 2001     | Sapporo       | Giappone | Ōkurayama K120       | IN LH/15 km |

Legenda:

IN = individuale Gundersen

NH = trampolino normale

LH = trampolino lungo